# Jørgen Holgersen
Jørgen Helmuth Holgersen (født 6. april 1917 i København) var en dansk atlet.
Jørgen Holgersen var medlem af Københavns IF og vandt som 18-årig det danske mesterskab på 4 x 400 meter, hvor han løb den anden strække på KIFs hold, med Willy Rasmussen, Louis Lundgreen og Albert Larsen.

## Danske mesterskaber
- Guld 1935 4 x 400 meter 3,27,0

## Personlige rekord
- 400 meter: 51,0 1941
- 800 meter: 2,01,0 1938